# Nicolaie-Sebastian-Valentin Radu
Nicolaie-Sebastian-Valentin Radu (n. 20 februarie 1971, Buzău, România – d. 9 decembrie 2020, Germania) a fost un deputat român din 2016 până la moartea sa, în 2020.